# 미국 하원 의원 목록
다음은 현재(118대) 재직 중인 미국 하원의 의원 목록이다.

## 목록
| 선거구                 | 의원                                                    | 정당 | 정당   | 취임년도 | 생년월일               |
| ---------------------- | ------------------------------------------------------- | ---- | ------ | -------- | ---------------------- |
| 앨라배마 제1구         | 제리 칼 Jerry Carl                                      |      | 공화당 | 2021     | 1958년 6월 17일(67세)  |
| 앨라배마 제2구         | 배리 무어 Barry Moore                                   |      | 공화당 | 2021     | 1966년 9월 26일(58세)  |
| 앨라배마 제3구         | 마이크 로저스 Mike Rogers                               |      | 공화당 | 2003     | 1958년 7월 16일(66세)  |
| 앨라배마 제4구         | 로버트 애더홀트 Robert Aderholt                         |      | 공화당 | 1997     | 1965년 7월 22일(59세)  |
| 앨라배마 제5구         | 데일 스트롱 Dale Strong                                 |      | 공화당 | 2023     | 1970년 5월 8일(55세)   |
| 앨라배마 제6구         | 게리 팔머 Gary Palmer                                   |      | 공화당 | 2015     | 1954년 5월 14일(71세)  |
| 앨라배마 제7구         | 테리 슈얼 Terri Sewell                                  |      | 민주당 | 2011     | 1965년 1월 1일(60세)   |
| 알래스카 광역구        | 메리 펠톨라 Mary Peltola                                |      | 민주당 | 2022     | 1973년 8월 31일(51세)  |
| 애리조나 제1구         | 데이비드 슈와이커트 David Schweikert                    |      | 공화당 | 2011     | 1962년 3월 3일(63세)   |
| 애리조나 제2구         | 톰 오핼러런 Tom O'Halleran                              |      | 민주당 | 2017     | 1946년 1월 24일(79세)  |
| 애리조나 제3구         | 루번 가예고 Ruben Gallego                               |      | 민주당 | 2015     | 1979년 11월 20일(45세) |
| 애리조나 제4구         | 그레그 스탠턴 Greg Stanton                              |      | 민주당 | 2019     | 1970년 3월 8일(55세)   |
| 애리조나 제5구         | 앤디 빅스 Andy Biggs                                    |      | 공화당 | 2017     | 1958년 11월 7일(66세)  |
| 애리조나 제6구         | 후안 시스코마니 Juan Ciscomani                          |      | 공화당 | 2023     | 1982년 8월 30일(42세)  |
| 애리조나 제7구         | 라울 그리할바 Raúl Grijalva                             |      | 민주당 | 2003     | 1948년 2월 19일(77세)  |
| 애리조나 제8구         | 데비 레스코 Debbie Lesko                                |      | 공화당 | 2018     | 1958년 11월 14일(66세) |
| 애리조나 제9구         | 폴 고사 Paul Gosar                                      |      | 공화당 | 2011     | 1958년 11월 27일(66세) |
| 아칸소 제1구           | 릭 크로퍼드 Rick Crawford                               |      | 공화당 | 2011     | 1966년 1월 22일(59세)  |
| 아칸소 제2구           | 프렌치 힐 French Hill                                   |      | 공화당 | 2015     | 1956년 12월 5일(68세)  |
| 아칸소 제3구           | 스티브 워맥 Steve Womack                                |      | 공화당 | 2011     | 1957년 2월 18일(68세)  |
| 아칸소 제4구           | 브루스 웨스터먼 Bruce Westerman                         |      | 공화당 | 2015     | 1967년 11월 18일(57세) |
| 캘리포니아 제1구       | 더그 라맬파 Doug LaMalfa                                |      | 공화당 | 2013     | 1960년 7월 2일(65세)   |
| 캘리포니아 제2구       | 재러드 허프먼 Jared Huffman                             |      | 민주당 | 2013     | 1964년 2월 18일(61세)  |
| 캘리포니아 제3구       | 케빈 카일리 Kevin Kiley                                 |      | 공화당 | 2023     | 1985년 1월 30일(40세)  |
| 캘리포니아 제4구       | 마이크 톰슨 Mike Thompson                               |      | 민주당 | 1999     | 1951년 1월 24일(74세)  |
| 캘리포니아 제5구       | 톰 매클린톡 Tom McClintock                              |      | 공화당 | 2009     | 1956년 7월 10일(69세)  |
| 캘리포니아 제6구       | 아미 베라 Ami Bera                                      |      | 민주당 | 2013     | 1965년 3월 2일(60세)   |
| 캘리포니아 제7구       | 도리스 마쓰이 Doris Matsui                              |      | 민주당 | 2005     | 1944년 9월 25일(80세)  |
| 캘리포니아 제8구       | 존 개러멘디 John Garamendi                              |      | 민주당 | 2009     | 1945년 1월 24일(80세)  |
| 캘리포니아 제9구       | 조시 하더 Josh Harder                                   |      | 민주당 | 2019     | 1986년 8월 1일(38세)   |
| 캘리포니아 제10구      | 마크 더소니에이 Mark DeSaulnier                         |      | 민주당 | 2015     | 1952년 3월 31일(73세)  |
| 캘리포니아 제11구      | 낸시 펠로시 Nancy Pelosi                                |      | 민주당 | 1987     | 1940년 3월 26일(85세)  |
| 캘리포니아 제12구      | 바버라 리 Barbara Lee                                   |      | 민주당 | 1998     | 1946년 7월 16일(78세)  |
| 캘리포니아 제13구      | 존 두아르테 John Duarte                                 |      | 공화당 | 2023     | 1966년 9월 9일(58세)   |
| 캘리포니아 제14구      | 에릭 스월웰 Eric Swalwell                               |      | 민주당 | 2013     | 1980년 11월 16일(44세) |
| 캘리포니아 제15구      | 케빈 멀린 Kevin Mullin                                  |      | 민주당 | 2023     | 1970년 6월 15일(55세)  |
| 캘리포니아 제16구      | 애나 에슈 Anna Eshoo                                    |      | 민주당 | 1993     | 1942년 12월 13일(82세) |
| 캘리포니아 제17구      | 로 카나 Ro Khanna                                       |      | 민주당 | 2017     | 1976년 9월 13일(48세)  |
| 캘리포니아 제18구      | 조 로프그린 Zoe Lofgren                                 |      | 민주당 | 1995     | 1947년 12월 21일(77세) |
| 캘리포니아 제19구      | 지미 퍼네타 Jimmy Panetta                               |      | 민주당 | 2017     | 1969년 10월 1일(55세)  |
| 캘리포니아 제20구      | 케빈 매카시 Kevin McCarthy                              |      | 공화당 | 2007     | 1965년 1월 26일(60세)  |
| 캘리포니아 제21구      | 짐 코스타 Jim Costa                                     |      | 민주당 | 2005     | 1952년 4월 13일(73세)  |
| 캘리포니아 제22구      | 데이비드 밸러데이오 David Valadao                       |      | 공화당 | 2021     | 1977년 4월 14일(48세)  |
| 캘리포니아 제23구      | 제이 오버놀티 Jay Obernolte                             |      | 공화당 | 2021     | 1970년 8월 18일(54세)  |
| 캘리포니아 제24구      | 살루드 카르바할 Salud Carbajal                          |      | 민주당 | 2017     | 1964년 11월 18일(60세) |
| 캘리포니아 제25구      | 라울 루이즈 Raul Ruiz                                   |      | 민주당 | 2013     | 1972년 8월 25일(52세)  |
| 캘리포니아 제26구      | 줄리아 브라운리 Julia Brownley                          |      | 민주당 | 2013     | 1952년 8월 28일(72세)  |
| 캘리포니아 제27구      | 마이크 가르시아 Mike Garcia                             |      | 공화당 | 2020     | 1976년 4월 24일(49세)  |
| 캘리포니아 제28구      | 주디 추 Judy Chu                                        |      | 민주당 | 2009     | 1953년 7월 7일(72세)   |
| 캘리포니아 제29구      | 토니 카르데나스 Tony Cárdenas                           |      | 민주당 | 2013     | 1963년 3월 31일(62세)  |
| 캘리포니아 제30구      | 애덤 시프 Adam Schiff                                   |      | 민주당 | 2001     | 1960년 6월 22일(65세)  |
| 캘리포니아 제31구      | 그레이스 나폴리타노 Grace Napolitano                    |      | 민주당 | 1999     | 1936년 12월 4일(88세)  |
| 캘리포니아 제32구      | 브래드 셔먼 Brad Sherman                                |      | 민주당 | 1997     | 1954년 10월 24일(70세) |
| 캘리포니아 제33구      | 피트 아길라르 Pete Aguilar                              |      | 민주당 | 2015     | 1979년 6월 19일(46세)  |
| 캘리포니아 제34구      | 지미 고메즈 Jimmy Gomez                                 |      | 민주당 | 2017     | 1974년 11월 25일(50세) |
| 캘리포니아 제35구      | 노마 토레스 Norma Torres                                |      | 민주당 | 2015     | 1965년 4월 4일(60세)   |
| 캘리포니아 제36구      | 테드 류 Ted Lieu                                        |      | 민주당 | 2015     | 1969년 3월 29일(56세)  |
| 캘리포니아 제37구      | 시드니 캠라거-도브 Sydney Kamlager-Dove                 |      | 민주당 | 2023     | 1972년 7월 20일(52세)  |
| 캘리포니아 제38구      | 린다 산체스 Linda Sánchez                               |      | 민주당 | 2003     | 1969년 1월 28일(56세)  |
| 캘리포니아 제39구      | 마크 다카노 Mark Takano                                 |      | 민주당 | 2013     | 1960년 12월 10일(64세) |
| 캘리포니아 제40구      | 영 김 Young Kim                                         |      | 공화당 | 2021     | 1962년 10월 18일(62세) |
| 캘리포니아 제41구      | 켄 캘버트 Ken Calvert                                   |      | 공화당 | 1993     | 1953년 6월 8일(72세)   |
| 캘리포니아 제42구      | 로버트 가르시아 Robert Garcia                           |      | 민주당 | 2023     | 1977년 12월 2일(47세)  |
| 캘리포니아 제43구      | 맥신 워터스 Maxine Waters                               |      | 민주당 | 1991     | 1938년 8월 15일(86세)  |
| 캘리포니아 제44구      | 나네트 배러건 Nanette Barragán                          |      | 민주당 | 2017     | 1976년 9월 15일(48세)  |
| 캘리포니아 제45구      | 미셸 스틸 Michelle Steel                                |      | 공화당 | 2021     | 1955년 6월 21일(70세)  |
| 캘리포니아 제46구      | 루 커레이아 Lou Correa                                  |      | 민주당 | 2017     | 1958년 1월 24일(67세)  |
| 캘리포니아 제47구      | 케이티 포터 Katie Porter                                |      | 민주당 | 2019     | 1974년 1월 3일(51세)   |
| 캘리포니아 제48구      | 대럴 아이서 Darrell Issa                                |      | 공화당 | 2021     | 1953년 11월 1일(71세)  |
| 캘리포니아 제49구      | 마이크 레빈 Mike Levin                                  |      | 민주당 | 2019     | 1978년 10월 20일(46세) |
| 캘리포니아 제50구      | 스콧 피터스 Scott Peters                                |      | 민주당 | 2013     | 1958년 6월 17일(67세)  |
| 캘리포니아 제51구      | 세라 제이컵스 Sara Jacobs                               |      | 민주당 | 2021     | 1989년 2월 1일(36세)   |
| 캘리포니아 제52구      | 후안 바르가스 Juan Vargas                               |      | 민주당 | 2013     | 1961년 3월 7일(64세)   |
| 콜로라도 제1구         | 다이애나 디제트 Diana DeGette                           |      | 민주당 | 1997     | 1957년 7월 29일(67세)  |
| 콜로라도 제2구         | 조 너구스 Joe Neguse                                    |      | 민주당 | 2019     | 1984년 5월 13일(41세)  |
| 콜로라도 제3구         | 로런 보버트 Lauren Boebert                              |      | 공화당 | 2021     | 1986년 12월 15일(38세) |
| 콜로라도 제4구         | 켄 벅 Ken Buck                                          |      | 공화당 | 2015     | 1959년 2월 16일(66세)  |
| 콜로라도 제5구         | 더그 램본 Doug Lamborn                                  |      | 공화당 | 2007     | 1954년 5월 24일(71세)  |
| 콜로라도 제6구         | 제이슨 크로 Jason Crow                                  |      | 민주당 | 2019     | 1979년 3월 15일(46세)  |
| 콜로라도 제7구         | 에드 펄머터 Ed Perlmutter                               |      | 민주당 | 2007     | 1953년 5월 1일(72세)   |
| 콜로라도 제8구         | 야디라 카라베오 Yadira Caraveo                          |      | 민주당 | 2023     | 1980년 12월 23일(44세) |
| 코네티컷 제1구         | 존 B. 라슨 John B. Larson                               |      | 민주당 | 1999     | 1948년 7월 22일(76세)  |
| 코네티컷 제2구         | 조 코트니 Joe Courtney                                  |      | 민주당 | 2007     | 1953년 4월 6일(72세)   |
| 코네티컷 제3구         | 로사 딜로로 Rosa DeLauro                                |      | 민주당 | 1991     | 1943년 3월 2일(82세)   |
| 코네티컷 제4구         | 짐 하임스 Jim Himes                                     |      | 민주당 | 2009     | 1966년 7월 5일(59세)   |
| 코네티컷 제5구         | 재허나 헤이스 Jahana Hayes                              |      | 민주당 | 2019     | 1973년 3월 8일(52세)   |
| 델라웨어 광역구        | 리사 블런트 로체스터 Lisa Blunt Rochester               |      | 민주당 | 2017     | 1962년 2월 10일(63세)  |
| 플로리다 제1구         | 맷 게이츠 Matt Gaetz                                    |      | 공화당 | 2017     | 1982년 5월 7일(43세)   |
| 플로리다 제2구         | 닐 던 Neal Dunn                                         |      | 공화당 | 2017     | 1953년 2월 16일(72세)  |
| 플로리다 제3구         | 캣 캐맥 Kat Cammack                                     |      | 공화당 | 2021     | 1988년 2월 16일(37세)  |
| 플로리다 제4구         | 에런 빈 Aaron Bean                                      |      | 공화당 | 2023     | 1967년 1월 25일(58세)  |
| 플로리다 제5구         | 존 러더퍼드 John Rutherford                             |      | 공화당 | 2017     | 1952년 9월 2일(72세)   |
| 플로리다 제6구         | 마이클 월츠 Michael Waltz                               |      | 공화당 | 2019     | 1974년 1월 31일(51세)  |
| 플로리다 제7구         | 코리 밀스 Cory Mills                                    |      | 공화당 | 2023     | 1980년 7월 13일(44세)  |
| 플로리다 제8구         | 빌 포지 Bill Posey                                      |      | 공화당 | 2009     | 1947년 12월 18일(77세) |
| 플로리다 제9구         | 대런 소토 Darren Soto                                   |      | 민주당 | 2017     | 1978년 2월 25일(47세)  |
| 플로리다 제10구        | 맥스웰 프로스트 Maxwell Frost                           |      | 민주당 | 2023     | 1997년 1월 17일(28세)  |
| 플로리다 제11구        | 대니얼 웹스터 Daniel Webster                            |      | 공화당 | 2011     | 1949년 4월 27일(76세)  |
| 플로리다 제12구        | 거스 빌리래키스 Gus Bilirakis                           |      | 공화당 | 2007     | 1963년 2월 8일(62세)   |
| 플로리다 제13구        | 애나 폴리나 루나 Anna Paulina Luna                      |      | 공화당 | 2023     | 1989년 5월 6일(36세)   |
| 플로리다 제14구        | 캐시 캐스터 Kathy Castor                                |      | 민주당 | 2007     | 1966년 8월 20일(58세)  |
| 플로리다 제15구        | 로럴 리 Laurel Lee                                      |      | 공화당 | 2023     | 1974년 3월 26일(51세)  |
| 플로리다 제16구        | 번 뷰캐넌 Vern Buchanan                                 |      | 공화당 | 2007     | 1951년 5월 8일(74세)   |
| 플로리다 제17구        | 그레그 스투비 Greg Steube                               |      | 공화당 | 2019     | 1978년 5월 19일(47세)  |
| 플로리다 제18구        | 스콧 프랭클린 Scott Franklin                            |      | 공화당 | 2021     | 1964년 8월 23일(60세)  |
| 플로리다 제19구        | 바이런 도널즈 Byron Donalds                             |      | 공화당 | 2021     | 1978년 10월 26일(46세) |
| 플로리다 제20구        | 실러 셔필러스-매코믹 Sheila Cherfilus-McCormick         |      | 민주당 | 2022     | 1979년 1월 25일(46세)  |
| 플로리다 제21구        | 브라이언 매스트 Brian Mast                              |      | 공화당 | 2017     | 1980년 7월 10일(45세)  |
| 플로리다 제22구        | 로이스 프랭클 Lois Frankel                              |      | 민주당 | 2013     | 1948년 5월 16일(77세)  |
| 플로리다 제23구        | 재러드 모스코위츠 Jared Moskowitz                       |      | 민주당 | 2023     | 1980년 12월 18일(44세) |
| 플로리다 제24구        | 프레더리카 윌슨 Frederica Wilson                        |      | 민주당 | 2011     | 1942년 11월 5일(82세)  |
| 플로리다 제25구        | 데비 와서먼 슐츠 Debbie Wasserman Schultz               |      | 민주당 | 2005     | 1966년 9월 27일(58세)  |
| 플로리다 제26구        | 마리오 디아즈-벌라트 Mario Díaz-Balart                  |      | 공화당 | 2003     | 1961년 9월 25일(63세)  |
| 플로리다 제27구        | 마리아 엘비라 살라자르 Maria Elvira Salazar             |      | 공화당 | 2021     | 1961년 11월 1일(63세)  |
| 플로리다 제28구        | 카를로스 히메네즈 Carlos Giménez                        |      | 공화당 | 2021     | 1954년 1월 17일(71세)  |
| 조지아 제1구           | 버디 카터 Buddy Carter                                  |      | 공화당 | 2015     | 1957년 9월 6일(67세)   |
| 조지아 제2구           | 샌퍼드 비숍 Sanford Bishop                              |      | 민주당 | 1993     | 1947년 2월 4일(78세)   |
| 조지아 제3구           | 드루 퍼거슨 Drew Ferguson                               |      | 공화당 | 2017     | 1966년 11월 15일(58세) |
| 조지아 제4구           | 행크 존슨 Hank Johnson                                  |      | 민주당 | 2007     | 1954년 10월 2일(70세)  |
| 조지아 제5구           | 니케마 윌리엄스 Nikema Williams                         |      | 민주당 | 2021     | 1978년 7월 30일(46세)  |
| 조지아 제6구           | 리치 매코믹 Rich McCormick                              |      | 공화당 | 2023     | 1968년 10월 7일(56세)  |
| 조지아 제7구           | 캐럴린 보어도 Carolyn Bourdeaux                         |      | 민주당 | 2021     | 1970년 6월 3일(55세)   |
| 조지아 제8구           | 오스틴 스콧 Austin Scott                                |      | 공화당 | 2011     | 1969년 12월 10일(55세) |
| 조지아 제9구           | 앤드루 클라이드 Andrew Clyde                            |      | 공화당 | 2021     | 1963년 11월 22일(61세) |
| 조지아 제10구          | 마이크 콜린스 Mike Collins                              |      | 공화당 | 2023     | 1967년 7월 2일(58세)   |
| 조지아 제11구          | 배리 라우더밀크 Barry Loudermilk                        |      | 공화당 | 2015     | 1963년 12월 22일(61세) |
| 조지아 제12구          | 릭 W. 앨런 Rick W. Allen                                |      | 공화당 | 2015     | 1951년 11월 7일(73세)  |
| 조지아 제13구          | 데이비드 스콧 David Scott                               |      | 민주당 | 2003     | 1945년 6월 27일(80세)  |
| 조지아 제14구          | 마저리 테일러 그린 Marjorie Taylor Greene               |      | 공화당 | 2021     | 1974년 5월 27일(51세)  |
| 하와이 제1구           | 에드 케이스 Ed Case                                     |      | 민주당 | 2019     | 1952년 9월 27일(72세)  |
| 하와이 제2구           | 질 토쿠다 Jill Tokuda                                   |      | 민주당 | 2023     | 1976년 3월 3일(49세)   |
| 아이다호 제1구         | 러스 풀처 Russ Fulcher                                  |      | 공화당 | 2019     | 1962년 3월 9일(63세)   |
| 아이다호 제2구         | 마이크 심슨 Mike Simpson                                |      | 공화당 | 1999     | 1950년 9월 8일(74세)   |
| 일리노이 제1구         | 조너선 잭슨 Jonathan Jackson                            |      | 민주당 | 2023     | 1966년 1월 7일(59세)   |
| 일리노이 제2구         | 로빈 켈리 Robin Kelly                                   |      | 민주당 | 2013     | 1956년 4월 30일(69세)  |
| 일리노이 제3구         | 델리아 라미레즈 Delia Ramirez                           |      | 민주당 | 2023     | 1983년 6월 2일(42세)   |
| 일리노이 제4구         | 추이 가르시아 Jesús "Chuy" García                       |      | 민주당 | 2019     | 1956년 4월 12일(69세)  |
| 일리노이 제5구         | 마이크 퀴글리 Mike Quigley                              |      | 민주당 | 2009     | 1958년 10월 17일(66세) |
| 일리노이 제6구         | 션 캐스턴 Sean Casten                                   |      | 민주당 | 2019     | 1971년 11월 23일(53세) |
| 일리노이 제7구         | 대니 K. 데이비스 Danny K. Davis                         |      | 민주당 | 1997     | 1941년 9월 6일(83세)   |
| 일리노이 제8구         | 라자 크리슈나무르티 Raja Krishnamoorthi                 |      | 민주당 | 2017     | 1973년 7월 19일(51세)  |
| 일리노이 제9구         | 잰 셔카우스키 Jan Schakowsky                            |      | 민주당 | 1999     | 1944년 5월 26일(81세)  |
| 일리노이 제10구        | 브래드 슈나이더 Brad Schneider                          |      | 민주당 | 2017     | 1961년 8월 20일(63세)  |
| 일리노이 제11구        | 빌 포스터 Bill Foster                                   |      | 민주당 | 2013     | 1955년 10월 7일(69세)  |
| 일리노이 제12구        | 마이크 보스트 Mike Bost                                 |      | 공화당 | 2015     | 1960년 12월 30일(64세) |
| 일리노이 제13구        | 니키 버진스키 Nikki Budzinski                           |      | 민주당 | 2023     | 1977년 3월 11일(48세)  |
| 일리노이 제14구        | 로런 언더우드 Lauren Underwood                          |      | 민주당 | 2019     | 1986년 10월 4일(38세)  |
| 일리노이 제15구        | 메리 밀러 Mary Miller                                   |      | 공화당 | 2021     | 1959년 8월 27일(65세)  |
| 일리노이 제16구        | 대런 러후드 Darin LaHood                                |      | 공화당 | 2015     | 1968년 7월 5일(57세)   |
| 일리노이 제17구        | 셰리 부스토스 Cheri Bustos                              |      | 민주당 | 2013     | 1961년 10월 17일(63세) |
| 인디애나 제1구         | 프랭크 J. 머밴 Frank J. Mrvan                           |      | 민주당 | 2021     | 1969년 4월 16일(56세)  |
| 인디애나 제2구         | 루디 야킴 Rudy Yakym                                    |      | 공화당 | 2022     | 1984년 2월 24일(41세)  |
| 인디애나 제3구         | 짐 뱅크스 Jim Banks                                     |      | 공화당 | 2017     | 1979년 7월 16일(45세)  |
| 인디애나 제4구         | 짐 베어드 Jim Baird                                     |      | 공화당 | 2019     | 1945년 6월 4일(80세)   |
| 인디애나 제5구         | 빅토리아 스파츠 Victoria Spartz                         |      | 공화당 | 2021     | 1978년 10월 6일(46세)  |
| 인디애나 제6구         | 그레그 펜스 Greg Pence                                  |      | 공화당 | 2019     | 1956년 11월 14일(68세) |
| 인디애나 제7구         | 안드레 카슨 André Carson                                |      | 민주당 | 2008     | 1974년 10월 16일(50세) |
| 인디애나 제8구         | 래리 부숀 Larry Bucshon                                 |      | 공화당 | 2011     | 1962년 5월 31일(63세)  |
| 인디애나 제9구         | 에린 하우친 Erin Houchin                                |      | 공화당 | 2023     | 1976년 9월 24일(48세)  |
| 아이오와 제1구         | 마리아네트 밀러-미크스 Mariannette Miller-Meeks         |      | 공화당 | 2021     | 1955년 9월 6일(69세)   |
| 아이오와 제2구         | 애슐리 힌슨 Ashley Hinson                               |      | 공화당 | 2021     | 1983년 6월 27일(42세)  |
| 아이오와 제3구         | 재크 넌 Zach Nunn                                       |      | 공화당 | 2023     | 1979년 5월 4일(46세)   |
| 아이오와 제4구         | 랜디 핀스트라 Randy Feenstra                            |      | 공화당 | 2021     | 1969년 1월 14일(56세)  |
| 캔자스 제1구           | 트레이시 맨 Tracey Mann                                 |      | 공화당 | 2021     | 1976년 12월 17일(48세) |
| 캔자스 제2구           | 제이크 라터너 Jake LaTurner                             |      | 공화당 | 2021     | 1988년 2월 17일(37세)  |
| 캔자스 제3구           | 셔리스 데이비즈 Sharice Davids                          |      | 민주당 | 2019     | 1980년 5월 22일(45세)  |
| 캔자스 제4구           | 론 에스티스 Ron Estes                                   |      | 공화당 | 2017     | 1956년 7월 19일(68세)  |
| 켄터키 제1구           | 제임스 코머 James Comer                                 |      | 공화당 | 2016     | 1972년 8월 19일(52세)  |
| 켄터키 제2구           | 브렛 거스리 Brett Guthrie                               |      | 공화당 | 2009     | 1964년 2월 18일(61세)  |
| 켄터키 제3구           | 모건 맥가비 Morgan McGarvey                             |      | 민주당 | 2023     | 1979년 12월 23일(45세) |
| 켄터키 제4구           | 토머스 매시 Thomas Massie                               |      | 공화당 | 2012     | 1971년 1월 13일(54세)  |
| 켄터키 제5구           | 핼 로저스 Hal Rogers                                    |      | 공화당 | 1981     | 1937년 12월 31일(87세) |
| 켄터키 제6구           | 앤디 바 Andy Barr                                       |      | 공화당 | 2013     | 1973년 7월 24일(51세)  |
| 루이지애나 제1구       | 스티브 스컬리스 Steve Scalise                           |      | 공화당 | 2008     | 1965년 10월 6일(59세)  |
| 루이지애나 제2구       | 트로이 카터 Troy Carter                                 |      | 민주당 | 2021     | 1963년 10월 26일(61세) |
| 루이지애나 제3구       | 클레이 히긴스 Clay Higgins                              |      | 공화당 | 2017     | 1961년 8월 24일(63세)  |
| 루이지애나 제4구       | 마이크 존슨 Mike Johnson                                |      | 공화당 | 2017     | 1972년 1월 30일(53세)  |
| 루이지애나 제5구       | 줄리아 레틀로 Julia Letlow                              |      | 공화당 | 2021     | 1981년 3월 16일(44세)  |
| 루이지애나 제6구       | 개럿 그레이브스 Garret Graves                           |      | 공화당 | 2015     | 1972년 1월 31일(53세)  |
| 메인 제1구             | 셸리 핑그리 Chellie Pingree                             |      | 민주당 | 2009     | 1955년 4월 2일(70세)   |
| 메인 제2구             | 재러드 골든 Jared Golden                                |      | 민주당 | 2019     | 1982년 7월 25일(42세)  |
| 메릴랜드 제1구         | 앤디 해리스 Andy Harris                                 |      | 공화당 | 2011     | 1957년 1월 25일(68세)  |
| 메릴랜드 제2구         | 더츠 루퍼스버거 Dutch Ruppersberger                     |      | 민주당 | 2003     | 1946년 1월 31일(79세)  |
| 메릴랜드 제3구         | 존 사베인스 John Sarbanes                               |      | 민주당 | 2007     | 1962년 5월 22일(63세)  |
| 메릴랜드 제4구         | 글렌 아이비 Glenn Ivey                                  |      | 민주당 | 2023     | 1961년 2월 27일(64세)  |
| 메릴랜드 제5구         | 스테니 호여 Steny Hoyer                                 |      | 민주당 | 1981     | 1939년 6월 14일(86세)  |
| 메릴랜드 제6구         | 데이비드 트론 David Trone                               |      | 민주당 | 2019     | 1955년 9월 21일(69세)  |
| 메릴랜드 제7구         | 콰이시 움푸메이 Kweisi Mfume                            |      | 민주당 | 2020     | 1948년 10월 24일(76세) |
| 메릴랜드 제8구         | 제이미 래스킨 Jamie Raskin                              |      | 민주당 | 2017     | 1962년 12월 13일(62세) |
| 매사추세츠 제1구       | 리처드 닐 Richard Neal                                  |      | 민주당 | 1989     | 1949년 2월 14일(76세)  |
| 매사추세츠 제2구       | 짐 맥거번 Jim McGovern                                  |      | 민주당 | 1997     | 1959년 11월 20일(65세) |
| 매사추세츠 제3구       | 로리 트러핸 Lori Trahan                                 |      | 민주당 | 2019     | 1973년 10월 27일(51세) |
| 매사추세츠 제4구       | 제이크 오킨클로스 Jake Auchincloss                      |      | 민주당 | 2021     | 1988년 1월 29일(37세)  |
| 매사추세츠 제5구       | 캐서린 클라크 Katherine Clark                           |      | 민주당 | 2013     | 1963년 7월 17일(61세)  |
| 매사추세츠 제6구       | 세스 몰턴 Seth Moulton                                  |      | 민주당 | 2015     | 1978년 10월 24일(46세) |
| 매사추세츠 제7구       | 아이아나 프레슬리 Ayanna Pressley                       |      | 민주당 | 2019     | 1974년 2월 3일(51세)   |
| 매사추세츠 제8구       | 스티븐 F. 린치 Stephen F. Lynch                         |      | 민주당 | 2001     | 1955년 3월 31일(70세)  |
| 매사추세츠 제9구       | 빌 키팅 Bill Keating                                    |      | 민주당 | 2011     | 1952년 9월 6일(72세)   |
| 미시간 제1구           | 잭 버그먼 Jack Bergman                                  |      | 공화당 | 2017     | 1947년 2월 2일(78세)   |
| 미시간 제2구           | 존 몰러나 John Moolenaar                                |      | 공화당 | 2015     | 1961년 5월 8일(64세)   |
| 미시간 제3구           | 힐러리 숄턴 Hillary Scholten                            |      | 민주당 | 2023     | 1982년 2월 22일(43세)  |
| 미시간 제4구           | 빌 하이징아 Bill Huizenga                               |      | 공화당 | 2011     | 1969년 1월 31일(56세)  |
| 미시간 제5구           | 팀 월버그 Tim Walberg                                   |      | 공화당 | 2011     | 1951년 4월 12일(74세)  |
| 미시간 제6구           | 데비 딩걸 Debbie Dingell                                |      | 민주당 | 2015     | 1953년 11월 23일(71세) |
| 미시간 제7구           | 엘리사 슬롯킨 Elissa Slotkin                            |      | 민주당 | 2019     | 1976년 7월 10일(49세)  |
| 미시간 제8구           | 댄 킬디 Dan Kildee                                      |      | 민주당 | 2013     | 1958년 8월 11일(66세)  |
| 미시간 제9구           | 리사 매클레인 Lisa McClain                              |      | 공화당 | 2021     | 1966년 4월 7일(59세)   |
| 미시간 제10구          | 존 제임스 John James                                    |      | 공화당 | 2023     | 1981년 6월 8일(44세)   |
| 미시간 제11구          | 헤일리 스티븐스 Haley Stevens                           |      | 민주당 | 2019     | 1983년 6월 24일(42세)  |
| 미시간 제12구          | 라시다 털리브 Rashida Tlaib                             |      | 민주당 | 2019     | 1976년 7월 24일(48세)  |
| 미시간 제13구          | 슈리 타네다르 Shri Thanedar                             |      | 민주당 | 2023     | 1955년 2월 22일(70세)  |
| 미네소타 제1구         | 브래드 핀스터드 Brad Finstad                            |      | 공화당 | 2022     | 1976년 5월 30일(49세)  |
| 미네소타 제2구         | 앤지 크레이그 Angie Craig                               |      | 농노당 | 2019     | 1972년 2월 14일(53세)  |
| 미네소타 제3구         | 딘 필립스 Dean Phillips                                 |      | 농노당 | 2019     | 1969년 1월 20일(56세)  |
| 미네소타 제4구         | 베티 매콜럼 Betty McCollum                              |      | 농노당 | 2001     | 1954년 7월 12일(71세)  |
| 미네소타 제5구         | 일한 오마르 Ilhan Omar                                  |      | 농노당 | 2019     | 1982년 10월 4일(42세)  |
| 미네소타 제6구         | 톰 에머 Tom Emmer                                       |      | 공화당 | 2015     | 1961년 3월 3일(64세)   |
| 미네소타 제7구         | 미셸 피시바크 Michelle Fischbach                        |      | 공화당 | 2021     | 1965년 11월 3일(59세)  |
| 미네소타 제8구         | 피트 스토버 Pete Stauber                                |      | 공화당 | 2019     | 1966년 5월 10일(59세)  |
| 미시시피 제1구         | 트렌트 켈리 Trent Kelly                                 |      | 공화당 | 2015     | 1966년 3월 1일(59세)   |
| 미시시피 제2구         | 베니 톰슨 Bennie Thompson                               |      | 민주당 | 1993     | 1948년 1월 28일(77세)  |
| 미시시피 제3구         | 마이클 게스트 Michael Guest                             |      | 공화당 | 2019     | 1970년 2월 4일(55세)   |
| 미시시피 제4구         | 마이크 이즐 Mike Ezell                                  |      | 공화당 | 2023     | 1959년 4월 6일(66세)   |
| 미주리 제1구           | 코리 부시 Cori Bush                                     |      | 민주당 | 2021     | 1976년 7월 21일(48세)  |
| 미주리 제2구           | 앤 와그너 Ann Wagner                                    |      | 공화당 | 2013     | 1962년 9월 13일(62세)  |
| 미주리 제3구           | 블레인 루트커마이어 Blaine Luetkemeyer                  |      | 공화당 | 2009     | 1952년 5월 7일(73세)   |
| 미주리 제4구           | 마크 앨퍼드 Mark Alford                                 |      | 공화당 | 2023     | 1963년 10월 4일(61세)  |
| 미주리 제5구           | 이매뉴얼 클리버 Emanuel Cleaver                         |      | 민주당 | 2005     | 1944년 10월 26일(80세) |
| 미주리 제6구           | 샘 그레이브스 Sam Graves                                |      | 공화당 | 2001     | 1963년 11월 7일(61세)  |
| 미주리 제7구           | 에릭 벌리슨 Eric Burlison                               |      | 공화당 | 2023     | 1976년 10월 2일(48세)  |
| 미주리 제8구           | 제이슨 스미스 Jason Smith                               |      | 공화당 | 2013     | 1980년 6월 16일(45세)  |
| 몬태나 제1구           | 라이언 징키 Ryan Zinke                                  |      | 공화당 | 2023     | 1961년 11월 1일(63세)  |
| 몬태나 제2구           | 맷 로즌데일 Matt Rosendale                              |      | 공화당 | 2021     | 1960년 7월 7일(65세)   |
| 네브래스카 제1구       | 마이크 플루드 Mike Flood                                |      | 공화당 | 2022     | 1975년 2월 23일(50세)  |
| 네브래스카 제2구       | 돈 베이컨 Don Bacon                                     |      | 공화당 | 2017     | 1963년 8월 16일(61세)  |
| 네브래스카 제3구       | 애드리언 스미스 Adrian Smith                            |      | 공화당 | 2007     | 1970년 12월 19일(54세) |
| 네바다 제1구           | 디나 타이터스 Dina Titus                                |      | 민주당 | 2013     | 1950년 5월 23일(75세)  |
| 네바다 제2구           | 마크 애머데이 Mark Amodei                               |      | 공화당 | 2011     | 1958년 6월 12일(67세)  |
| 네바다 제3구           | 수지 리 Susie Lee                                       |      | 민주당 | 2019     | 1966년 11월 7일(58세)  |
| 네바다 제4구           | 스티븐 호스퍼드 Steven Horsford                         |      | 민주당 | 2019     | 1973년 4월 29일(52세)  |
| 뉴햄프셔 제1구         | 크리스 패퍼스 Chris Pappas                              |      | 민주당 | 2019     | 1980년 6월 4일(45세)   |
| 뉴햄프셔 제2구         | 애니 커스터 Annie Kuster                                |      | 민주당 | 2013     | 1956년 9월 5일(68세)   |
| 뉴저지 제1구           | 도널드 노크로스 Donald Norcross                         |      | 민주당 | 2014     | 1958년 12월 13일(66세) |
| 뉴저지 제2구           | 제프 밴 드루 Jeff Van Drew                              |      | 공화당 | 2019     | 1953년 2월 23일(72세)  |
| 뉴저지 제3구           | 앤디 김 Andy Kim                                        |      | 민주당 | 2019     | 1982년 7월 12일(43세)  |
| 뉴저지 제4구           | 크리스 스미스 Chris Smith                               |      | 공화당 | 1981     | 1953년 3월 4일(72세)   |
| 뉴저지 제5구           | 조시 곳하이머 Josh Gottheimer                           |      | 민주당 | 2017     | 1975년 3월 8일(50세)   |
| 뉴저지 제6구           | 프랭크 펄론 Frank Pallone                               |      | 민주당 | 1988     | 1951년 10월 30일(73세) |
| 뉴저지 제7구           | 토머스 킨 주니어 Thomas Kean Jr.                        |      | 공화당 | 2023     | 1968년 9월 5일(56세)   |
| 뉴저지 제8구           | 로브 메넨데즈 Rob Menendez                              |      | 민주당 | 2023     | 1985년 7월 12일(40세)  |
| 뉴저지 제9구           | 빌 패스크렐 Bill Pascrell                               |      | 민주당 | 1997     | 1937년 1월 25일(88세)  |
| 뉴저지 제10구          | 도널드 페인 주니어 Donald Payne Jr.                     |      | 민주당 | 2012     | 1958년 12월 17일(66세) |
| 뉴저지 제11구          | 미키 셔릴 Mikie Sherrill                                |      | 민주당 | 2019     | 1972년 1월 19일(53세)  |
| 뉴저지 제12구          | 보니 왓슨 콜먼 Bonnie Watson Coleman                    |      | 민주당 | 2015     | 1945년 2월 6일(80세)   |
| 뉴멕시코 제1구         | 멜라니 스탠스버리 Melanie Stansbury                     |      | 민주당 | 2021     | 1979년 1월 31일(46세)  |
| 뉴멕시코 제2구         | 게이브 바스케즈 Gabe Vasquez                            |      | 민주당 | 2023     | 1984년 8월 3일(40세)   |
| 뉴멕시코 제3구         | 테레사 레저 페르난데스 Teresa Leger Fernandez           |      | 민주당 | 2021     | 1959년 7월 1일(66세)   |
| 뉴욕 제1구             | 닉 랄로타 Nick LaLota                                   |      | 공화당 | 2023     | 1978년 6월 23일(47세)  |
| 뉴욕 제2구             | 앤드루 가바리노 Andrew Garbarino                        |      | 공화당 | 2021     | 1984년 9월 27일(40세)  |
| 뉴욕 제3구             | 조지 샌토스 George Santos                               |      | 공화당 | 2023     | 1988년 7월 22일(36세)  |
| 뉴욕 제4구             | 앤서니 데스포지토 Anthony D'Esposito                    |      | 공화당 | 2023     | 1982년 2월 22일(43세)  |
| 뉴욕 제5구             | 그레고리 미크스 Gregory Meeks                           |      | 민주당 | 1998     | 1953년 9월 25일(71세)  |
| 뉴욕 제6구             | 그레이스 멍 Grace Meng                                  |      | 민주당 | 2013     | 1975년 10월 1일(49세)  |
| 뉴욕 제7구             | 니디아 벨라스케스 Nydia Velázquez                       |      | 민주당 | 1993     | 1953년 3월 28일(72세)  |
| 뉴욕 제8구             | 하킴 제프리스 Hakeem Jeffries                           |      | 민주당 | 2013     | 1970년 8월 4일(54세)   |
| 뉴욕 제9구             | 이벳 클라크 Yvette Clarke                               |      | 민주당 | 2007     | 1964년 11월 21일(60세) |
| 뉴욕 제10구            | 댄 골드먼 Dan Goldman                                   |      | 민주당 | 2023     | 1976년 2월 26일(49세)  |
| 뉴욕 제11구            | 니콜 맬리어토키스 Nicole Malliotakis                    |      | 공화당 | 2021     | 1980년 11월 11일(44세) |
| 뉴욕 제12구            | 제리 내들러 Jerry Nadler                                |      | 민주당 | 1992     | 1947년 6월 13일(78세)  |
| 뉴욕 제13구            | 아드리아노 에스파이야트 Adriano Espaillat               |      | 민주당 | 2017     | 1954년 9월 27일(70세)  |
| 뉴욕 제14구            | 알렉산드리아 오카시오-코르테스 Alexandria Ocasio-Cortez |      | 민주당 | 2019     | 1989년 10월 13일(35세) |
| 뉴욕 제15구            | 리치 토레스 Ritchie Torres                              |      | 민주당 | 2021     | 1988년 3월 12일(37세)  |
| 뉴욕 제16구            | 자말 보먼 Jamaal Bowman                                 |      | 민주당 | 2021     | 1976년 4월 1일(49세)   |
| 뉴욕 제17구            | 마이크 롤러 Mike Lawler                                 |      | 공화당 | 2023     | 1986년 9월 9일(38세)   |
| 뉴욕 제18구            | 패트 라이언 Pat Ryan                                    |      | 민주당 | 2022     | 1982년 3월 28일(43세)  |
| 뉴욕 제19구            | 마크 몰리라노 Marc Molinaro                             |      | 공화당 | 2023     | 1975년 10월 8일(49세)  |
| 뉴욕 제20구            | 폴 통코 Paul Tonko                                      |      | 민주당 | 2009     | 1949년 6월 18일(76세)  |
| 뉴욕 제21구            | 엘리스 스터파닉 Elise Stefanik                          |      | 공화당 | 2015     | 1984년 7월 2일(41세)   |
| 뉴욕 제22구            | 브랜든 윌리엄스 Brandon Williams                        |      | 공화당 | 2023     | 1967년 5월 22일(58세)  |
| 뉴욕 제23구            | 닉 랭워시 Nick Langworthy                               |      | 공화당 | 2023     | 1981년 2월 27일(44세)  |
| 뉴욕 제24구            | 클로디아 테니 Claudia Tenney                            |      | 공화당 | 2021     | 1961년 2월 4일(64세)   |
| 뉴욕 제25구            | 조지프 모렐리 Joseph Morelle                            |      | 민주당 | 2018     | 1957년 4월 29일(68세)  |
| 뉴욕 제26구            | 브라이언 히긴스 Brian Higgins                           |      | 민주당 | 2005     | 1959년 10월 6일(65세)  |
| 노스캐롤라이나 제1구   | 돈 데이비스 Don Davis                                   |      | 민주당 | 2023     | 1971년 8월 29일(53세)  |
| 노스캐롤라이나 제2구   | 데버라 로스 Deborah Ross                                |      | 민주당 | 2021     | 1963년 6월 20일(62세)  |
| 노스캐롤라이나 제3구   | 그레그 머피 Greg Murphy                                 |      | 공화당 | 2019     | 1963년 3월 5일(62세)   |
| 노스캐롤라이나 제4구   | 밸러리 포시 Valerie Foushee                             |      | 민주당 | 2023     | 1956년 5월 7일(69세)   |
| 노스캐롤라이나 제5구   | 버지니아 폭스 Virginia Foxx                             |      | 공화당 | 2005     | 1943년 6월 29일(82세)  |
| 노스캐롤라이나 제6구   | 캐시 매닝 Kathy Manning                                 |      | 민주당 | 2021     | 1956년 12월 3일(68세)  |
| 노스캐롤라이나 제7구   | 데이비드 라우저 David Rouzer                            |      | 공화당 | 2015     | 1972년 2월 16일(53세)  |
| 노스캐롤라이나 제8구   | 댄 비숍 Dan Bishop                                      |      | 공화당 | 2019     | 1964년 7월 1일(61세)   |
| 노스캐롤라이나 제9구   | 리처드 허드슨 Richard Hudson                            |      | 공화당 | 2013     | 1971년 11월 4일(53세)  |
| 노스캐롤라이나 제10구  | 패트릭 맥헨리 Patrick McHenry                           |      | 공화당 | 2005     | 1975년 10월 22일(49세) |
| 노스캐롤라이나 제11구  | 척 에드워즈 Chuck Edwards                               |      | 공화당 | 2023     | 1960년 9월 13일(64세)  |
| 노스캐롤라이나 제12구  | 앨마 애덤스 Alma Adams                                  |      | 민주당 | 2014     | 1946년 5월 27일(79세)  |
| 노스캐롤라이나 제13구  | 윌리 니컬 Wiley Nickel                                  |      | 민주당 | 2023     | 1975년 11월 23일(49세) |
| 노스캐롤라이나 제14구  | 제프 잭슨 Jeff Jackson                                  |      | 민주당 | 2023     | 1982년 9월 12일(42세)  |
| 노스다코타 광역구      | 켈리 암스트롱 Kelly Armstrong                           |      | 공화당 | 2019     | 1976년 10월 8일(48세)  |
| 오하이오 제1구         | 그레그 랜즈먼 Greg Landsman                             |      | 민주당 | 2023     | 1976년 12월 4일(48세)  |
| 오하이오 제2구         | 브래드 웬스트럽 Brad Wenstrup                           |      | 공화당 | 2013     | 1958년 6월 17일(67세)  |
| 오하이오 제3구         | 조이스 비티 Joyce Beatty                                |      | 민주당 | 2013     | 1950년 3월 12일(75세)  |
| 오하이오 제4구         | 짐 조던 Jim Jordan                                      |      | 공화당 | 2007     | 1964년 2월 17일(61세)  |
| 오하이오 제5구         | 밥 래타 Bob Latta                                       |      | 공화당 | 2007     | 1956년 4월 18일(69세)  |
| 오하이오 제6구         | 빌 존슨 Bill Johnson                                    |      | 공화당 | 2011     | 1954년 11월 10일(70세) |
| 오하이오 제7구         | 맥스 밀러 Max Miller                                    |      | 공화당 | 2023     | 1988년 11월 13일(36세) |
| 오하이오 제8구         | 워런 데이비드슨 Warren Davidson                         |      | 공화당 | 2016     | 1970년 3월 1일(55세)   |
| 오하이오 제9구         | 마시 캡터 Marcy Kaptur                                  |      | 민주당 | 1983     | 1946년 6월 17일(79세)  |
| 오하이오 제10구        | 마이크 터너 Mike Turner                                 |      | 공화당 | 2003     | 1960년 1월 11일(65세)  |
| 오하이오 제11구        | 샨텔 브라운 Shontel Brown                               |      | 민주당 | 2021     | 1975년 6월 24일(50세)  |
| 오하이오 제12구        | 트로이 볼더슨 Troy Balderson                            |      | 공화당 | 2018     | 1962년 1월 16일(63세)  |
| 오하이오 제13구        | 에밀리아 사이크스 Emilia Sykes                          |      | 민주당 | 2023     | 1986년 1월 4일(39세)   |
| 오하이오 제14구        | 데이비드 조이스 David Joyce                             |      | 공화당 | 2013     | 1957년 3월 17일(68세)  |
| 오하이오 제15구        | 마이크 캐리 Mike Carey                                  |      | 공화당 | 2021     | 1971년 3월 13일(54세)  |
| 오클라호마 제1구       | 케빈 헌 Kevin Hern                                      |      | 공화당 | 2018     | 1961년 12월 4일(63세)  |
| 오클라호마 제2구       | 조시 브러킨 Josh Brecheen                               |      | 공화당 | 2023     | 1979년 6월 19일(46세)  |
| 오클라호마 제3구       | 프랭크 루카스 Frank Lucas                               |      | 공화당 | 1994     | 1960년 1월 6일(65세)   |
| 오클라호마 제4구       | 톰 콜 Tom Cole                                          |      | 공화당 | 2003     | 1949년 4월 28일(76세)  |
| 오클라호마 제5구       | 스테퍼니 바이스 Stephanie Bice                          |      | 공화당 | 2021     | 1973년 11월 11일(51세) |
| 오리건 제1구           | 수잔 보나미치 Suzanne Bonamici                          |      | 민주당 | 2012     | 1954년 10월 14일(70세) |
| 오리건 제2구           | 클리프 벤츠 Cliff Bentz                                 |      | 공화당 | 2021     | 1952년 1월 12일(73세)  |
| 오리건 제3구           | 얼 블루머나워 Earl Blumenauer                           |      | 민주당 | 1996     | 1948년 8월 16일(76세)  |
| 오리건 제4구           | 밸 호일 Val Hoyle                                       |      | 민주당 | 2023     | 1964년 2월 14일(61세)  |
| 오리건 제5구           | 로리 차베즈-디리머 Lori Chavez-DeRemer                  |      | 공화당 | 2023     | 1968년 4월 7일(57세)   |
| 오리건 제6구           | 앤드리아 살리나스 Andrea Salinas                        |      | 민주당 | 2023     | 1969년 12월 6일(55세)  |
| 펜실베이니아 제1구     | 브라이언 피츠패트릭 Brian Fitzpatrick                   |      | 공화당 | 2017     | 1973년 12월 17일(51세) |
| 펜실베이니아 제2구     | 브렌던 보일 Brendan Boyle                               |      | 민주당 | 2015     | 1977년 2월 6일(48세)   |
| 펜실베이니아 제3구     | 드와이트 에번스 Dwight Evans                            |      | 민주당 | 2016     | 1954년 5월 16일(71세)  |
| 펜실베이니아 제4구     | 매들린 딘 Madeleine Dean                                |      | 민주당 | 2019     | 1959년 6월 6일(66세)   |
| 펜실베이니아 제5구     | 메리 게이 스캔론 Mary Gay Scanlon                       |      | 민주당 | 2018     | 1959년 8월 30일(65세)  |
| 펜실베이니아 제6구     | 크리시 훌러핸 Chrissy Houlahan                          |      | 민주당 | 2019     | 1967년 6월 5일(58세)   |
| 펜실베이니아 제7구     | 수전 와일드 Susan Wild                                  |      | 민주당 | 2018     | 1957년 6월 7일(68세)   |
| 펜실베이니아 제8구     | 맷 카트라이트 Matt Cartwright                           |      | 민주당 | 2013     | 1961년 5월 1일(64세)   |
| 펜실베이니아 제9구     | 댄 뮤저 Dan Meuser                                      |      | 공화당 | 2019     | 1964년 2월 10일(61세)  |
| 펜실베이니아 제10구    | 스콧 페리 Scott Perry                                   |      | 공화당 | 2013     | 1962년 5월 27일(63세)  |
| 펜실베이니아 제11구    | 로이드 스머커 Lloyd Smucker                             |      | 공화당 | 2017     | 1964년 1월 23일(61세)  |
| 펜실베이니아 제12구    | 서머 리 Summer Lee                                      |      | 민주당 | 2023     | 1987년 11월 26일(37세) |
| 펜실베이니아 제13구    | 존 조이스 John Joyce                                    |      | 공화당 | 2019     | 1957년 2월 8일(68세)   |
| 펜실베이니아 제14구    | 가이 레션살러 Guy Reschenthaler                         |      | 공화당 | 2019     | 1983년 4월 17일(42세)  |
| 펜실베이니아 제15구    | 글렌 톰슨 Glenn Thompson                                |      | 공화당 | 2009     | 1959년 7월 27일(65세)  |
| 펜실베이니아 제16구    | 마이크 켈리 Mike Kelly                                  |      | 공화당 | 2011     | 1948년 5월 10일(77세)  |
| 펜실베이니아 제17구    | 크리스 델루지오 Chris Deluzio                           |      | 민주당 | 2023     | 1984년 7월 13일(40세)  |
| 로드아일랜드 제1구     | 데이비드 시실리니 David Cicilline                       |      | 민주당 | 2011     | 1961년 7월 15일(63세)  |
| 로드아일랜드 제2구     | 세스 매거지너 Seth Magaziner                            |      | 민주당 | 2023     | 1983년 7월 22일(41세)  |
| 사우스캐롤라이나 제1구 | 낸시 메이스 Nancy Mace                                  |      | 공화당 | 2021     | 1977년 12월 4일(47세)  |
| 사우스캐롤라이나 제2구 | 조 윌슨 Joe Wilson                                      |      | 공화당 | 2001     | 1947년 7월 31일(77세)  |
| 사우스캐롤라이나 제3구 | 제프 덩컨 Jeff Duncan                                   |      | 공화당 | 2011     | 1966년 1월 7일(59세)   |
| 사우스캐롤라이나 제4구 | 윌리엄 티먼스 William Timmons                           |      | 공화당 | 2019     | 1984년 4월 30일(41세)  |
| 사우스캐롤라이나 제5구 | 랠프 노먼 Ralph Norman                                  |      | 공화당 | 2017     | 1953년 6월 20일(72세)  |
| 사우스캐롤라이나 제6구 | 짐 클라이번 Jim Clyburn                                 |      | 민주당 | 1993     | 1940년 7월 21일(84세)  |
| 사우스캐롤라이나 제7구 | 러셀 프라이 Russell Fry                                 |      | 공화당 | 2023     | 1985년 1월 31일(40세)  |
| 사우스다코타 광역구    | 더스티 존슨 Dusty Johnson                               |      | 공화당 | 2019     | 1976년 9월 30일(48세)  |
| 테네시 제1구           | 다이애나 하슈바거 Diana Harshbarger                     |      | 공화당 | 2021     | 1960년 1월 1일(65세)   |
| 테네시 제2구           | 팀 버쳇 Tim Burchett                                    |      | 공화당 | 2019     | 1964년 8월 25일(60세)  |
| 테네시 제3구           | 척 플라이슈먼 Chuck Fleischmann                         |      | 공화당 | 2011     | 1962년 10월 11일(62세) |
| 테네시 제4구           | 스콧 데잘레이 Scott DesJarlais                          |      | 공화당 | 2011     | 1964년 2월 21일(61세)  |
| 테네시 제5구           | 앤디 오글스 Andy Ogles                                  |      | 공화당 | 2023     | 1971년 6월 18일(54세)  |
| 테네시 제6구           | 존 로스 John Rose                                       |      | 공화당 | 2019     | 1965년 2월 23일(60세)  |
| 테네시 제7구           | 마크 E. 그린 Mark E. Green                              |      | 공화당 | 2019     | 1964년 11월 8일(60세)  |
| 테네시 제8구           | 데이비드 커스토프 David Kustoff                         |      | 공화당 | 2017     | 1966년 10월 8일(58세)  |
| 테네시 제9구           | 스티브 코언 Steve Cohen                                 |      | 민주당 | 2007     | 1949년 5월 24일(76세)  |
| 텍사스 제1구           | 너새니얼 모런 Nathaniel Moran                           |      | 공화당 | 2023     | 1974년 9월 23일(50세)  |
| 텍사스 제2구           | 댄 크렌쇼 Dan Crenshaw                                  |      | 공화당 | 2019     | 1984년 3월 14일(41세)  |
| 텍사스 제3구           | 키스 셀프 Keith Self                                    |      | 공화당 | 2023     | 1953년 3월 20일(72세)  |
| 텍사스 제4구           | 팻 팰런 Pat Fallon                                      |      | 공화당 | 2021     | 1967년 12월 19일(57세) |
| 텍사스 제5구           | 랜스 구든 Lance Gooden                                  |      | 공화당 | 2019     | 1982년 12월 1일(42세)  |
| 텍사스 제6구           | 제이크 엘지 Jake Ellzey                                 |      | 공화당 | 2021     | 1970년 1월 24일(55세)  |
| 텍사스 제7구           | 리지 플레처 Lizzie Pannill Fletcher                     |      | 민주당 | 2019     | 1975년 2월 13일(50세)  |
| 텍사스 제8구           | 모건 러트렐 Morgan Luttrell                             |      | 공화당 | 2023     | 1975년 11월 7일(49세)  |
| 텍사스 제9구           | 앨 그린 Al Green                                        |      | 민주당 | 2005     | 1947년 9월 1일(77세)   |
| 텍사스 제10구          | 마이클 매콜 Michael McCaul                              |      | 공화당 | 2005     | 1962년 1월 14일(63세)  |
| 텍사스 제11구          | 어거스트 플루거 August Pfluger                          |      | 공화당 | 2021     | 1978년 12월 28일(46세) |
| 텍사스 제12구          | 케이 그레인저 Kay Granger                               |      | 공화당 | 1997     | 1943년 1월 18일(82세)  |
| 텍사스 제13구          | 로니 잭슨 Ronny Jackson                                 |      | 공화당 | 2021     | 1967년 5월 4일(58세)   |
| 텍사스 제14구          | 랜디 웨버 Randy Weber                                   |      | 공화당 | 2013     | 1953년 7월 2일(72세)   |
| 텍사스 제15구          | 모니카 델라크루즈 Monica De La Cruz                     |      | 공화당 | 2023     | 1974년 11월 11일(50세) |
| 텍사스 제16구          | 베로니카 에스코바 Veronica Escobar                      |      | 민주당 | 2019     | 1969년 9월 15일(55세)  |
| 텍사스 제17구          | 피트 세션스 Pete Sessions                               |      | 공화당 | 2021     | 1955년 3월 22일(70세)  |
| 텍사스 제18구          | 실라 잭슨 리 Sheila Jackson Lee                         |      | 민주당 | 1995     | 1950년 1월 12일(75세)  |
| 텍사스 제19구          | 조디 애링턴 Jodey Arrington                             |      | 공화당 | 2017     | 1972년 3월 9일(53세)   |
| 텍사스 제20구          | 호아킨 카스트로 Joaquin Castro                          |      | 민주당 | 2013     | 1974년 9월 16일(50세)  |
| 텍사스 제21구          | 칩 로이 Chip Roy                                        |      | 공화당 | 2019     | 1972년 8월 7일(52세)   |
| 텍사스 제22구          | 트로이 넬스 Troy Nehls                                  |      | 공화당 | 2021     | 1968년 4월 7일(57세)   |
| 텍사스 제23구          | 토니 곤잘레스 Tony Gonzales                             |      | 공화당 | 2021     | 1980년 10월 10일(44세) |
| 텍사스 제24구          | 베스 밴 다인 Beth Van Duyne                             |      | 공화당 | 2021     | 1970년 11월 16일(54세) |
| 텍사스 제25구          | 로저 윌리엄스 Roger Williams                            |      | 공화당 | 2013     | 1949년 9월 13일(75세)  |
| 텍사스 제26구          | 마이클 C. 버제스 Michael C. Burgess                     |      | 공화당 | 2003     | 1950년 12월 23일(74세) |
| 텍사스 제27구          | 마이클 클라우드 Michael Cloud                           |      | 공화당 | 2018     | 1975년 5월 13일(50세)  |
| 텍사스 제28구          | 헨리 퀘야르 Henry Cuellar                               |      | 민주당 | 2005     | 1955년 9월 19일(69세)  |
| 텍사스 제29구          | 실비아 가르시아 Sylvia Garcia                           |      | 민주당 | 2019     | 1950년 9월 6일(74세)   |
| 텍사스 제30구          | 재스민 크로켓 Jasmine Crockett                          |      | 민주당 | 2023     | 1981년 3월 29일(44세)  |
| 텍사스 제31구          | 존 카터 John Carter                                     |      | 공화당 | 2003     | 1941년 11월 6일(83세)  |
| 텍사스 제32구          | 콜린 올레드 Colin Allred                                |      | 민주당 | 2019     | 1983년 4월 15일(42세)  |
| 텍사스 제33구          | 마크 비시 Marc Veasey                                   |      | 민주당 | 2013     | 1971년 1월 3일(54세)   |
| 텍사스 제34구          | 빈센테 곤잘레스 Vicente Gonzalez                        |      | 민주당 | 2017     | 1967년 9월 4일(57세)   |
| 텍사스 제35구          | 그레그 카사르 Greg Casar                                |      | 민주당 | 2023     | 1989년 5월 4일(36세)   |
| 텍사스 제36구          | 브라이언 배빈 Brian Babin                               |      | 공화당 | 2015     | 1948년 3월 23일(77세)  |
| 텍사스 제37구          | 로이드 도겟 Lloyd Doggett                               |      | 민주당 | 1995     | 1946년 10월 6일(78세)  |
| 텍사스 제38구          | 웨슬리 헌트 Wesley Hunt                                 |      | 공화당 | 2023     | 1981년 11월 13일(43세) |
| 유타 제1구             | 블레이크 무어 Blake Moore                               |      | 공화당 | 2021     | 1980년 6월 22일(45세)  |
| 유타 제2구             | 크리스 스튜어트 Chris Stewart                           |      | 공화당 | 2013     | 1960년 7월 15일(64세)  |
| 유타 제3구             | 존 커티스 John Curtis                                   |      | 공화당 | 2017     | 1960년 5월 10일(65세)  |
| 유타 제4구             | 버제스 오언스 Burgess Owens                             |      | 공화당 | 2021     | 1951년 8월 2일(73세)   |
| 버몬트 광역구          | 베카 발린트 Becca Balint                                |      | 민주당 | 2023     | 1968년 5월 4일(57세)   |
| 버지니아 제1구         | 롭 위트먼 Rob Wittman                                   |      | 공화당 | 2007     | 1959년 2월 3일(66세)   |
| 버지니아 제2구         | 젠 키건스 Jen Kiggans                                   |      | 공화당 | 2023     | 1971년 6월 18일(54세)  |
| 버지니아 제3구         | 바비 스콧 Bobby Scott                                   |      | 민주당 | 1993     | 1947년 4월 30일(78세)  |
| 버지니아 제4구         | 도널드 머키천 Donald McEachin                           |      | 민주당 | 2017     | 1961년 10월 10일(63세) |
| 버지니아 제5구         | 밥 굿 Bob Good                                          |      | 공화당 | 2021     | 1965년 9월 11일(59세)  |
| 버지니아 제6구         | 벤 클라인 Ben Cline                                     |      | 공화당 | 2019     | 1972년 2월 29일(53세)  |
| 버지니아 제7구         | 애비게일 스팬버거 Abigail Spanberger                    |      | 민주당 | 2019     | 1979년 8월 7일(45세)   |
| 버지니아 제8구         | 돈 바이어 Don Beyer                                     |      | 민주당 | 2015     | 1950년 6월 20일(75세)  |
| 버지니아 제9구         | 모건 그리피스 Morgan Griffith                           |      | 공화당 | 2011     | 1958년 3월 15일(67세)  |
| 버지니아 제10구        | 제니퍼 웩스턴 Jennifer Wexton                           |      | 민주당 | 2019     | 1968년 5월 27일(57세)  |
| 버지니아 제11구        | 제리 코널리 Gerry Connolly                              |      | 민주당 | 2009     | 1950년 3월 30일(75세)  |
| 워싱턴 제1구           | 수전 델베네이 Suzan DelBene                             |      | 민주당 | 2012     | 1962년 2월 17일(63세)  |
| 워싱턴 제2구           | 릭 라슨 Rick Larsen                                     |      | 민주당 | 2001     | 1965년 6월 15일(60세)  |
| 워싱턴 제3구           | 마리 글루전캠프 페레즈 Marie Gluesenkamp Perez          |      | 민주당 | 2023     | 1988년 6월 6일(37세)   |
| 워싱턴 제4구           | 댄 뉴하우스 Dan Newhouse                                |      | 공화당 | 2015     | 1955년 7월 10일(70세)  |
| 워싱턴 제5구           | 캐시 맥모리스 로저스 Cathy McMorris Rodgers             |      | 공화당 | 2005     | 1969년 5월 22일(56세)  |
| 워싱턴 제6구           | 데릭 킬머 Derek Kilmer                                  |      | 민주당 | 2013     | 1974년 1월 1일(51세)   |
| 워싱턴 제7구           | 프라밀라 자야팔 Pramila Jayapal                         |      | 민주당 | 2017     | 1965년 9월 21일(59세)  |
| 워싱턴 제8구           | 킴 슈라이어 Kim Schrier                                 |      | 민주당 | 2019     | 1968년 8월 23일(56세)  |
| 워싱턴 제9구           | 애덤 스미스 Adam Smith                                  |      | 민주당 | 1997     | 1965년 6월 15일(60세)  |
| 워싱턴 제10구          | 마릴린 스트릭랜드 Marilyn Strickland                    |      | 민주당 | 2021     | 1962년 9월 25일(62세)  |
| 웨스트버지니아 제1구   | 캐럴 밀러 Carol Miller                                  |      | 공화당 | 2019     | 1950년 11월 4일(74세)  |
| 웨스트버지니아 제2구   | 알렉스 무니 Alex Mooney                                 |      | 공화당 | 2015     | 1971년 6월 7일(54세)   |
| 위스콘신 제1구         | 브라이언 스타일 Bryan Steil                             |      | 공화당 | 2019     | 1981년 3월 3일(44세)   |
| 위스콘신 제2구         | 마크 포캔 Mark Pocan                                    |      | 민주당 | 2013     | 1964년 8월 14일(60세)  |
| 위스콘신 제3구         | 데릭 밴 오던 Derrick Van Orden                          |      | 공화당 | 2023     | 1969년 9월 15일(55세)  |
| 위스콘신 제4구         | 그웬 무어 Gwen Moore                                    |      | 민주당 | 2005     | 1951년 4월 18일(74세)  |
| 위스콘신 제5구         | 스콧 피츠제럴드 Scott Fitzgerald                        |      | 공화당 | 2021     | 1963년 11월 16일(61세) |
| 위스콘신 제6구         | 글린 그로스먼 Glenn Grothman                            |      | 공화당 | 2015     | 1955년 7월 3일(70세)   |
| 위스콘신 제7구         | 톰 티퍼니 Tom Tiffany                                   |      | 공화당 | 2020     | 1957년 12월 30일(67세) |
| 위스콘신 제8구         | 마이크 갤러거 Mike Gallagher                            |      | 공화당 | 2017     | 1984년 3월 3일(41세)   |
| 와이오밍 광역구        | 해리엇 헤이그먼 Harriet Hageman                         |      | 공화당 | 2023     | 1962년 10월 18일(62세) |

## 같이 보기
- 미국 하원
- 미국 상원
  - 미국 상원 의원 목록